# Daewoo Royale
El Daewoo Royale es un automóvil de turismo que fue producido por tres marcas: primero fue GMK (General Motors of Korea) en el período 1972 y 1978, después por Saehan Motors entre este año y 1983, y con GM Daewoo hasta el cese de la producción, en 1993. Las dos generaciones de este modelo están basadas en el Opel Rekord.

## Primera generación
Se produjo entre 1972 y 1978, como una versión del Opel Commodore. Cuando GMK desapareció en 1976, el modelo se redenominó Saehan Rekord.

## Segunda generación

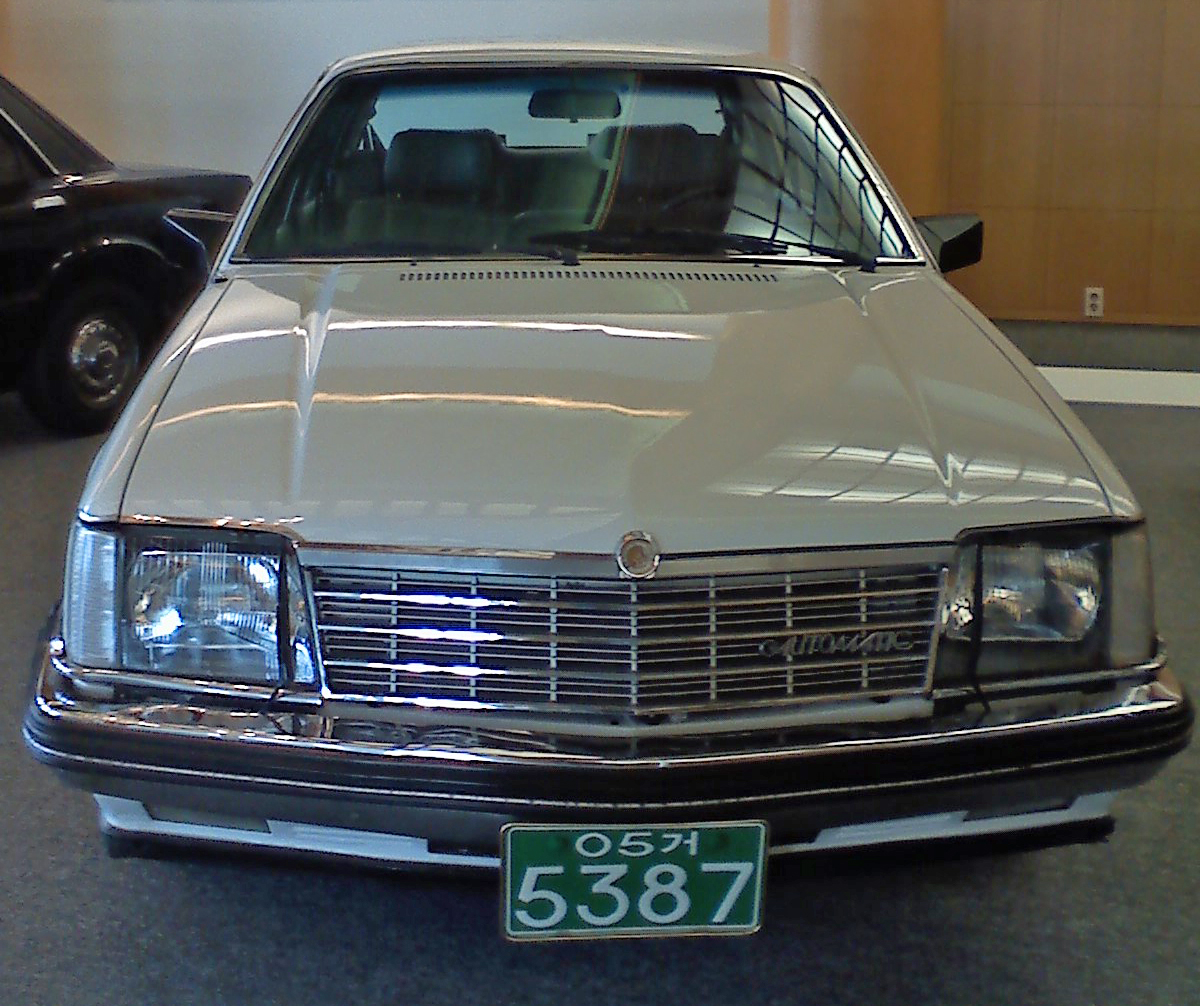
Segunda generación

En 1978, el Daewoo Royaleo pasó a llamarse como Daewoo Royale. Este mismo año, aparece la versión diésel y el frontal es rediseñado, con parrilla cromada y faros más grandes. En 1991 fue reemplazado por el Daewoo Prince. En 1994 se deja de producir el modelo, y su sucesor fue el Daewoo Arcadia, la versión coreana del Honda Legend